# Gestructureerde mededeling
Een overschrijving met gestructureerde mededeling of OGM is een begrip uit het Belgische financieel verkeer. Het is een combinatie van drie groepen van drie, vier en vijf cijfers gescheiden door een schuine streep, zoals:
+++090/9337/55493+++
Deze mededeling wordt in België vaak gebruikt om overschrijvingen automatisch te kunnen laten verwerken. Zo weet het computersysteem van de ontvanger onmiddellijk welke factuur betaald wordt. Op deze manier is er geen personeel nodig om te gaan kijken welke rekeningen vereffend werden.
De eerste tien cijfers zijn bijvoorbeeld een klantennummer of een factuurnummer.
De laatste twee cijfers vormen het controlegetal dat verkregen wordt door van de voorgaande tien cijfers de rest bij Euclidische deling door 97 te berekenen (modulo 97). Voor en achter de cijfers worden drie plussen (+++) of sterretjes (***) gezet.
Uitzondering: Indien de rest 0 bedraagt, dan wordt als controlegetal 97 gebruikt.
Als het controlegetal niet overeenstemt met de 10 eerste cijfers, dan wordt de betaling geweigerd. Zo wordt voorkomen dat er willekeurige fouten optreden bij het manueel inleiden van betalingsopdrachten.
Merk op dat het controlegetalalgoritme en het aantal cijfers dezelfde zijn als bij het klassieke Belgische twaalfcijferige bankrekeningnummer (in 2011 vervangen door de IBAN).